# Спорт у Португалії
Спорт у Португалії (порт. Desporto em Portugal) 

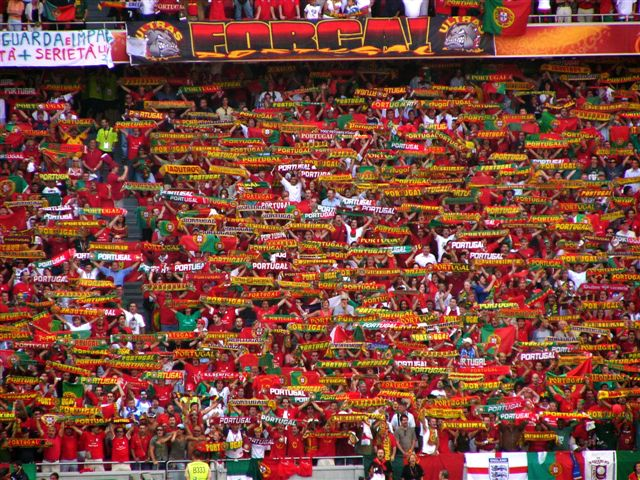
Португальські фани підтримують футбольну збірну країни

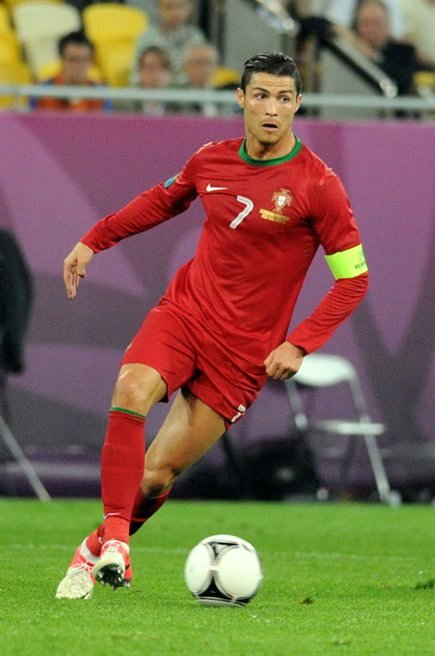
Кріштіану Роналду — капітан португальської національної футбольної команди

З усіх видів спорту найпопулярніший в країні футбол. Зимові види спорту розвинені слабко. В історії участі країни в Олімпійських іграх медалі завойовували лише в Літніх Олімпіадах. Перша медаль отримана в 1924, її отримала команда в кінному спорті. Перший Олімпійський чемпіон у Португалії був лише в 1984, коли Карлуш Лопіш завоював медаль в чоловічому марафоні.

## Види спорту
Футбол є найпопулярнішим видом спорту в країні. У країні проводяться численні футбольні змагання, починаючи від місцевих аматорських до світових футбольних форумів. У світі футболу відомі португальці — легендарний Еусебіу і пізніша плеяда футболістів на чолі з Луїшем Фігу і Кріштіану Роналду, та футбольні тренери-менеджери Жозе Моурінью і Мануел Жозе серед найвідоміших. Національна Збірна Португалії з футболу переможець молодіжного чемпіонату світу та молодіжного чемпіонату Європи. Головна команда країни «Seleção Nacional» здобувала друге місце на Євро-2004 (що проходив у Португалії), бронзові медалі в 1966 році на Кубку світу з футболу, та досягла четвертого місця на ЧС-2006.
«Бенфіка (Лісабон)», «Порту (Порту)» і «Спортінг (Лісабон)» це найбільші та найпопулярніші спортивні клуби в країні, як в плані здобутих трофеїв, так і кількості своїх прихильників; їх ще часто називають називають «великою трійкою» («os três grandes»). Вони разом здобули 12 різних кубків-трофеїв у Європейських клубних турнірах, ще більше разів були учасниками багатьох фіналів цих змагань. Окрім футболу, ця велика португальська клубна «трійка грандів» культивує й інші види спорту — баскетбол, міні-футбол, гандбол та волейбол.
Португалія відома світу ще двома ігровими видами спорту. Збірна Португалії з хокею на траві одна з найуспішніших хокейних команд світу, яка завоювала 15 світових титулів і 20 європейських. Найуспішніші португальські хокейні клуби в історії європейських чемпіонатів Порту (Порту), Бенфіка (Лісабон) і «Óquei de Barcelos» також здобували численні трофеї на Європейських та міжнародних турнірах. Натомість, хокей на льоду лише починає культивуватися в країні. А Збірна Португалії з регбі успішно пройшла кваліфікацію та стартувала в Кубку світу з регбі 2007. Тоді як португальська команда з регбі-сім стала однією з найсильніших команд в Європі, здобувши статус чемпіонів Європи (кілька разів). Португальські збірні команди з водного поло та гандболу також почали здобувати помітних успіхів на світовій арені. Португальські команди та гравці в пляжний футбол та пляжний волейбол перебувають на вершинах світових рейтингів.
Легка атлетика є домінуючим індивідуальним видом спорту в Португалії, що підтверджують численні золоті, срібні та бронзові медалі чемпіонатів Європи, світу та Олімпійських ігор. У країні також помітний прогрес і в інших видах спорту, зокрема: фехтуванні, дзюдо, кайтсерфінгу, веслуванні, вітрильному спорті, серфінгу, стрільбі, триатлоні, віндсерфінгу, боротьбі, гольфі.
Велоспорт: велоперегони «Волта Португалія» є визначальною та популярною спортивною подією в країні, тут же базуються кілька професійних вело-команд — «СК Бенфіка Лісабон» (Sport Lisboa e Benfica), «СК Боавішта» (Boavista), «Клуб де Ціклісмо де Тавіра» (Clube de Ciclismo de Tavira) і «Уніа Цікліста да Майя» (União Ciclista da Maia). У автоспорті, Португалія відома своїм «Ралі Португалії», та двома автодромами «Есторіл» (Estoril) і «Альгарве Ціркутс» (Algarve Circuits) на яких проводилися гран-прі швидкісних автоперегонів. А Тьягу Монтейру (Tiago Monteiro) є успішним португальським автогонщиком, що має на своєму рахунку перемоги на «Чемп Кар Ворлд» (Champ Car World) серії в США, Формулі 1 в 2005 і 2006 роках, і на Світовому чемпіонаті з турінгу (World Touring Car Championship). Не менш популярні в країні кінні перегони, оскільки в країні існує широка мережа кінних клубів, іподромів та проводяться численні кінні змагання і турніри.

## Головні спортивні змагання
Основні професійні спортивні ліги та чемпіонати країни:
| - Чемпіонат Португалії з футболу (Portuguese Football Championship) - Кубок Португалії з футболу (Cup of Portugal in football) - Ліга де Гонра (футбол) (Liga de Honra) — друга футбольна по значимості. - Португальський 2 Дивізіон з футболу (Second Division) — третя футбольна по значимості. - Чемпіонат Португалії з фут-залу (І дивізіон) (Portuguese Futsal First Division in futsal) - Португальська баскетбольної ліга (Portuguese Basketball League) | - Чемпіонат Португалії з хокею на траві (Portuguese Rink Hockey Championship) - Португальська гандбольна ліга (Portuguese Handball League) - Національний чемпіонат Гонра/Супер Бок (Campeonato Nacional Honra/Super Bock) - Португальська волейбольна ліга А1 (Portuguese Volleyball League A1) - Португальська ліга пляжного футболу (Portuguese Beach Soccer League) - Вольта Португал (Volta a Portugal) - Раллі Португалії (Rally of Portugal) |

## Португалія на Олімпійських іграх
| Games            | Золото | Срібло | Бронза | Загалом |
| Легка атлетика   | 4      | 2      | 4      | 10      |
| Вітрильний спорт | 0      | 2      | 2      | 4       |
| Велоспорт        | 0      | 1      | 0      | 1       |
| Стрільба         | 0      | 1      | 0      | 1       |
| Тріатлон         | 0      | 1      | 0      | 1       |
| Кінний спорт     | 0      | 0      | 3      | 3       |
| Фехтування       | 0      | 0      | 1      | 1       |
| Дзюдо            | 0      | 0      | 1      | 1       |
| Загалом          | 4      | 7      | 11     | 22      |

Участь Португалії на Олімпійських іграх почалися після створення Португальського національного олімпійського комітету (Portuguese national Olympic Committee) у 1909 році, і його визнання з боку Міжнародного олімпійського комітету (МОК). Три роки по тому, португальці вперше з'явилися на Літні Олімпійські ігри 1912, які відбулися в Стокгольмі. З тих пір, Португалія брала участь у кожній наступній олімпіаді, що становить 22 олімпійських цикли. Станом на 2010 рік Португалія має в своєму доробку 22-і олімпійські медалі — чотири золоті, сім срібних і одинадцять бронзових.
Натомість, на Зимові Олімпійські ігри португальці заявилися в 1924 році, але лише через 28 років на зимових Олімпійських іграх 1952 в Осло вони розпочали свою спортивну зимову епопею, зрештою, вона так і не увінчалася успіхом та здобуттям медалей. А от, спортсменам паралімпійцям вдалося завойовувати численні трофеї на світових форумах та медалі на Паралімпійських іграх.
Найвідоміші олімпійські атлети Португалії: золоті медалісти — марафонці Карлуш Лопіш (Carlos Lopes), Роза Мота (Rosa Mota), стаєрка Фернанда Рібейру (Fernanda Ribeiro), стрибун в довжину Нельсон Евора (Nelson Évora). Інші відомі медалісти-олімпійці — Нуну Дельгаду (Nuno Delgado), Френсіш Обікелу (Francis Obikwelu), Ванесса Фернандіш (Vanessa Fernandes), Руї Сілва (Rui Silva).